# Mariborska nadbiskupija
Mariborska nadbiskupija (lat. Archdiocesis Mariborensis, slov. Nadškofija Maribor je nadbiskupija sa središtem u Mariboru. 

## Povijest
- 5. ožujka 1962.: Izvučena iz Lavantske biskupije kao mariborska biskupija
- 7. travnja 2006.: Uzdignuta u Mariborsku metropolitansku nadbiskupiju

U siječnju 2012. godini Nadbiskupija je bila u dubokim financijskim teškoćama i neposredno pred bankrotom. Cijeli iznos dugova, izazvan visokorizičnim ulaganjima, bio je 800 milijuna eura. Mariborski nadbiskup Franc Kramberger i ljubljanski nadbiskup Anton Stres podnijeli su ostavke zbog svog sudjelovanja na zahtjev pape Franje.

## Posebne crkve
- Bivša katedrala: 
  - Stolna cerkev sv. Jurija, Ptuj
- Mala bazilika: 
  - Bazilika Marije, matere usmiljenja, Maribor
  - Bazilika Marije Zavetnice s plaščem, Ptujska Gora

## Vodstvo
- Nadbiskupi mariborski  
  - Alojzij Cvikl, SJ; (14. ožujka 2015. - danas)
  - Marjan Turnšek (3. veljače 2011. – 31. srpnja 2013.)
  - Franc Kramberger (7. travnja 2006. – 3. veljače 2011.)

- Nadbiskup koadjutor Marjan Turnšek (28. studenog 2009. – 3. veljače 2011.)
- Nadbiskup koadjutor Anton Stres (31. siječnja 2009. – 28. studenog 2009.)

- Mariborski biskupi
  - Franc Kramberger (6. studenog 1980. – 7. travnja 2006.)
  - Maksimilijan Držečnik (5. ožujka 1962. – 13. svibnja 1978.)

## Podložne biskupije
- Celje
- Murska Sobota